# Patricia Cutts
Patricia Cutts (Londres, 20 de julio de 1926 - ibíd. 6 de septiembre de 1974) fue una actriz  inglesa de cine, teatro y televisión.

## Biografía
Nacida en Londres, fue la hija del director y escritor Graham Cutts. Cuando apenas tenía 14 años se fugó del internado en el que estudiaba y se unió a una compañía de repertorio. Ya una jovencita estaba decidida en convertirse en actriz por los que decidió estudiar actuación en  la RADA.

## Carrera
Sus primeros papeles fueron pequeños papeles en películas estadounidenses como I Was a Male War Bride y The Man Who Loved Redheads y los programas de televisión Alfred Hitchcock presenta y Perry Mason. Luego continuó trabajando constantemente en el cine y la televisión en ambos lados del Atlántico a lo largo de la década de 1950, incluyendo una pequeña aparición en North by Northwest . Fue un miembro regular del jurado  en el  exitoso concurso de Down You Go y protagonizó junto a Vincent Price el ilm The Tingler. En 1958, apareció en la película Merry Andrew como Letitia Fairchild, sin embargo, en la década de 1960, sus apariciones en pantalla se limitaron a algunas apariciones en programas de televisión como The Lucy Show, Car 54, Where Are You?, Adventures in Paradise y Playhouse 90 (1959), esta última junto a las actrices Ann Todd y Angela Lansbury.
Después de varios años de inactividad volvió a la actuación en la serie de televisión británica  de 1972 titulada Web Spyder antes de aceptar el papel de Blanche Hunt, en la telenovela Coronation Street en 1974.

### Filmografía
- 1971: Private Road ................ Erica Talbot
- 1960: Family Classics: The Three Musketeers ................. Princesa de Winter
- 1959: Battle of the Coral Sea  ................... Lt. Peg Whitcomb
- 1959: The Tingler ................. Isabel Stevens Chapin
- 1959: North by Northwest  ............... Paciente de hospital
- 1958: Merry Andrew ................... Letitia Fairchild
- 1955: The Man Who Loved Redheads ............. Bubbles
- 1954: The Happiness of Three Women .............. Irene
- 1953: The Genie
- 1953: Those People Next Door  .............. Anne Twigg
- 1951: The Long Dark Hall ............ Rose Mallory
- 1950: Your Witness  ............... Alex Summerfield, la hermana de Roger
- 1949: Madness of the Heart ................. chica del quiosco
- 1949: I Was a Male War Bride ............. chica de portada
- 1949: The Adventures of P.C. 49: Investigating the Case of the Guardian Angel ........... Joan Carr
- 1947: Just William's Luck .............. Secretaria de Gloria

### Televisión
- 1974: Coronation Street  ....................... Blanche Hunt
- 1974: Crown Court.....................Marcia Blaney
- 1972: Spyder's Web ..................Charlotte 'Lottie' Dean
- 1971: Suspicion ....................... Joanna Hampton
- 1971: Detective público ...................... Bárbara L'Etrell
- 1967: T.H.E. Cat ....................... Claudine Peyser
- 1966: Lucille Ball presenta
- 1959-1966: Perry Mason .................... Ann Eldridge / Sylvia Oxman
- 1964: La hora de Alfred Hitchcock ................... Samantha Wilkins
- 1962: Patrulla 54 ........................ Pamela
- 1961: The United States Steel Hour ..................... Millie Pinks
- 1960-1961: Adventures in Paradise ..................... Jeanie / Mavis Compton
- 1960: The Aquanauts ..................... Christiana Waverly
- 1960: Play of the Week ....................... Helen
- 1958-1959: Playhouse 90 ......................Mavis Greenop / Sally Gates
- 1959: The Third Man ...................... Louise Hoercher
- 1959: Lux Playhouse ..................Varias interpretaciones
- 1959: Yancy Derringer ............. Srta. Charity
- 1958: Climax! ................ Sharon Barton
- 1958: Studio One ............ Penny Penrose
- 1958: The Bob Cummings Show ................ Cecily Allen
- 1958: Alfred Hitchcock presenta ............... Bárbara Denim
- 1956-1958: Matinee Theatre ................ Srta. Mary Carlisle
- 1956. Goodyear Television Playhouse
- 1956: Ford Star Jubilee .............. Queenie Gibbons
- 1953: Douglas Fairbanks, Jr., Presents

## Polémica
En noviembre de 1958, fue detenida en su casa de Hollywood y posteriormente encarcelada, acusada de un delito mayor tras chocar y luego huir de la escena del siniestro en Laurel Canyon Boulevard. Fue  posteriormente liberada con una fianza de $500 y el cargo fue desestimado en enero de 1959, cuando el conductor del otro vehículo implicado no recordaba haberla visto o charlado con ella después del accidente.

## Suicidio
Patricia Cutts fue encontrada muerta en su apartamento de Londres, tras suicidarse con una sobredosis de alcohol y barbitúricos. Tenía 48 años.
El papel de Blanche Hunt, que interpretaba en ese momento en la serie Coronation Street, fue sustituida por Maggie Jones hasta su muerte el 2 de diciembre de 2009.